# Amanda Hendey
Amanda Hendey (4 grudnia 1992) – amerykańska zapaśniczka. Srebrna medalistka mistrzostw panamerykańskich w 2011 i 2016, a brązowa w 2015. Druga na akademickich MŚ w 2014 roku. Zawodniczka King University.